# گاژن
گاژن (به لهستانی:  Garzyn) یک روستا در لهستان است که در گمینا کژمینگوو واقع شده‌ است.
 گاژن  ۱٬۱۰۰ نفر جمعیت دارد.